# Nordmannia ilicis
Nordmannia ilicis är en fjärilsart som beskrevs av Eugen Johann Christoph Esper 1779. Nordmannia ilicis ingår i släktet Nordmannia och familjen juvelvingar. Inga underarter finns listade i Catalogue of Life.